# Mariano Carderera Riva
Mariano Vicente Carderera Riva (Huesca, c. 1894 - Huesca, 13 de agosto de 1936) fue un político español del siglo XX.

## Biografía
Nacido en Huesca, en 1894, era hijo de Vicente Carderera Calleja y Ventura Riva Satué. Fue médico del Instituto Provincial de Higiene y militante de Acción Republicana.
Fue alcalde de Huesca desde abril a noviembre de 1931. Elegido en las elecciones que trajeron la proclamación de la Segunda República española, tuvo que lidiar con un elevado paro en el municipio y con los problemas educativos. También destacaron pronto las tensiones por la secularización municipal siendo Carderera criticado por la derecha por no haber participado el ayuntamiento en la procesión de San Jorge.
Tras ceder la alcaldía a su compañero de partido Manuel Sender, Carderera continuó como concejal. Destacó en el periodo por sus iniciativas para emplear los edificios de los jesuitas nacionalizados y por su propuesta urbanística de un ensanche oeste para la ciudad.
Volvió a ser elegido alcalde de Huesca con la victoria del Frente Popular en abril, permaneciendo hasta el estallido de la guerra civil española el 20 de julio de 1936. Durante el corto período del Frente Popular fue también gestor provincial de la Diputación. Durante su mandato en la comisión se lograron los fondos para el nuevo hospital provincial y para la audiencia provincial.

## Muerte
Según Paul Preston,en Huesca, el mando del ejército estaba en manos del general Gregorio de Benito, estrechamente vinculado a Mola, pues había servido a sus órdenes en África. Como era de esperar, exigió la ejecución inmediata de varios masones, entre ellos el alcalde Mariano Carderera Riva y el arresto de los demás funcionarios republicanos
Tras haber sido detenido por un grupo de falangistas, fue fusilado extrajudicialmente en las tapias del cementerio de Huesca el 13 de agosto de 1936, a los 42 años. Se halla enterrado en la fosa común 1 de Huesca.